# Жужелица выпуклая
Жужелица выпуклая (лат. Carabus convexus) — вид жуков-жужелиц из подсемейства собственно жужелиц. Распространён в Европе и Азии (Армении, Грузии, Казахстане, России). Взрослые насекомые длиной 15—18 мм. Тело чёрное, сверху по бокам со слабым синеватым или зеленоватым оттенком. Надкрылья густо покрывают короткие точечные бороздки и три ряда с едва заметными ямками. Щупики очень короткие.